# Blue (албум)
Blue је четврти студијски албум Џони Мичел. 

## Историја
Упркос успеху њена прва три албума и песама попут Woodstock јануара 1970. године Мичел је донела одлуку да прекине са наступом. Почетком пролећа 1970. је кренула на одмор по Европи. Док је била на острву Крит и боравила у Матали написала је неке од песама које се појављују на албуму Blue. Ово путовање јој је била мотивација за песме Carey и California, док се верује да је њен бивши дечко Грејам Неш био инспирација за песме My Old Man и River, као и да је Џејмс Тејлор био инспирација за песме Blue и All I Want. Песме прати клавир, гитара и апалачки цимбали. Мичел је сама написала и продуцирала албум. Снимљен је 1971. године у студију А&М у Холивуду и објављен 22. јуна исте године у издању Reprise Records. Албум је заузео треће место на UK Albums Chart, девето на Canadian RPM Albums Chart и петнаесто на Билборд 200. Добитник је двоструко платинастог сертификата од стране Британске фонографске индустрије за продају од преко 600.000 примерака у Великој Британији. Музички критичари сматрају да је овај албум један од највећих албума свих времена. Аутори Pitchfork су албуму дали оцену десет од десет назвавши га „вероватно најгрубљим албумом икада направљеним”. Јануара 2000. је The New York Times изабрао Blue као један од двадесет и пет албума који су представљали прекретницу и врхунац у популарној музици 20. века. Заузео је двадесет и четврто место на листи 1000 најбољих албума свих времена 2000, прво место на NPR листи као најбољи албум свих времена који је направила жена 2017. и треће место на листи 500 најбољих албума свих времена по избору часописа Rolling Stone 2020. Blue се налази у књизи Роберта Димерија 1001 Albums You Must Hear Before You Die.

## Списак песама
Аутор(и) свих текстова: Џони Мичел. 
| №   | Назив                       | Трајање |  |
| 1.  | All I Want                  | 3:34    |  |
| 2.  | My Old Man                  | 3:34    |  |
| 3.  | Little Green                | 3:27    |  |
| 4.  | Carey                       | 3:02    |  |
| 5.  | Blue                        | 3:05    |  |
| 6.  | California                  | 3:51    |  |
| 7.  | This Flight Tonight         | 2:51    |  |
| 8.  | River                       | 4:04    |  |
| 9.  | A Case of You               | 4:22    |  |
| 10. | The Last Time I Saw Richard | 4:15    |  |